# Щипохина, Екатерина Яковлевна
Екатери́на Я́ковлевна Щипо́хина (1885 ― ?) — русский советский педагог. Учитель и заведующая Ольгинской начальной школой Макарьевского уезда Нижегородской губернии (1905―1911), заведующая Анчутинской начальной школой Юринского района Марийской АССР (1911―1955). Заслуженный учитель школы РСФСР (1951). Кавалер ордена Ленина (1949).

## Биография
Родилась в 1885 году.
С 1905 года ― учитель и заведующая Ольгинской начальной школой в Макарьевском уезде Нижегородской губернии. В 1911―1955 годах ― заведующая Анчутинской начальной школой Юринского района Марийской автономной области / Марийской АССР.  В эти годы эта школа была одной из самых лучших в Марийской республике по постановке учебно-воспитательной работы.
В 1955 году выехала за пределы Марийской АССР, дальнейшая её судьба неизвестна.
В 1951 году ей присвоено почётное звание «Заслуженный учитель школы РСФСР». Награждена орденом Ленина и Почётной грамотой Президиума Верховного Совета Марийской АССР.

## Признание
- Орден Ленина (1949)[1]
- Медаль «За доблестный труд в Великой Отечественной войне 1941—1945 гг.»
- Заслуженный учитель школы РСФСР (1951)[1]
- Почётная грамота Президиума Верховного Совета Марийской АССР (1955)[1]